# Manisha Koirala
Manisha Koirala (Kathmandu, 16 augustus 1970) is een Nepalees actrice die voornamelijk in Hindi films speelt.

## Biografie
Aanvankelijk streefde Koirala ernaar om dokter te worden, maar rolde met modellenwerk de filmwereld in en nam tijdens haar studie een rol aan voor de Nepalese film Pheri Bhetaula (1989), wat nooit afgemaakt werd. Ze maakte haar acteerdebuut met de Hindi film Saudagar (1991). Ze verwierf bekendheid met 1942: A Love Story (1994) en de Tamil film Bombay (1995), vervolgens speelde ze de hoofdrol in een reeks commerciële successen, waaronder de thrillers Agni Sakshi (1996), Gupt: The Hidden Truth (1997), Kachche Dhaage, Mudhalvan (beide 1999), het gangsterdrama Company (2002) en de romantiek Ek Chhotisi Love Story (2002).
Na 2003 begon Koirala te werken met onafhankelijke filmmakers in arthouse-projecten en in regionale films. Haar optreden in het drama Tulsi (2008), het Malayalam psychologische drama Elektra (2010), de anthologieserie I Am (2010) en de romantische komedie Mappillai (2011) werd geprezen. Ze nam een pauze van acteren nadat ze in 2012 de diagnose eierstokkanker kreeg en keerde vijf jaar later terug met het drama Dear Maya (2017). Het jaar daarop speelde ze in de Netflix film Lust Stories en de biografie Sanju; het laatste behoort tot een van de meest winstgevende Indiase films.
Naast acteren in films, staat Koirala ook op het toneel en heeft ze als auteur bijgedragen aan het boek Healed, een verslag van haar strijd met eierstokkanker. Koirala werd in 1999 aangesteld als ambassadeur voor het Bevolkingsfonds van de Verenigde Naties voor India en in 2015 voor Nepal, en was betrokken bij de hulpverlening na de aardbeving in Nepal in april 2015. Ze promoot zaken als vrouwenrechten, preventie van geweld tegen vrouwen, preventie van mensenhandel en kankerbewustzijn.

## Filmografie

### Films
| Jaar | Film                                          | Rol                            | Opmerking                                 |
| ---- | --------------------------------------------- | ------------------------------ | ----------------------------------------- |
| 1991 | Saudagar                                      | Radha                          |                                           |
| 1991 | First Love Letter                             | Radha Singh                    |                                           |
| 1992 | Yalgaar                                       | Meghna Kumar                   |                                           |
| 1993 | Insaaniyat Ke Devta                           | Nisha                          |                                           |
| 1993 | Anmol                                         | Anmol                          |                                           |
| 1993 | Dhanwan                                       | Imli                           |                                           |
| 1994 | Yun Hi Kabhi                                  | Pooja                          |                                           |
| 1994 | 1942: A Love Story                            | Rajeshwari Pathak              |                                           |
| 1994 | Criminal                                      | Swetha Kumar                   | Telugu / Hindi film                       |
| 1994 | Sangdil Sanam                                 | Sanam                          |                                           |
| 1995 | Bombay                                        | Shaila Banu                    | Tamil film                                |
| 1995 | Milan                                         | Priya                          |                                           |
| 1995 | Guddu                                         | Salina Gupta                   |                                           |
| 1995 | Ram Shastra                                   | Anjali Sinha                   |                                           |
| 1995 | Akele Hum Akele Tum                           | Kiran Kumar                    |                                           |
| 1995 | Dushmani: A Violent Love Story                | Sapna Oberoi                   |                                           |
| 1996 | Agni Sakshi                                   | Shubhangi/ Madhu               |                                           |
| 1996 | Majhdhaar                                     | Radha Rai                      |                                           |
| 1996 | Indian                                        | Aishwarya                      | Tamil film                                |
| 1996 | Khamoshi: The Musical                         | Annie                          |                                           |
| 1997 | Sanam                                         | Sanam                          |                                           |
| 1997 | Gupt: The Hidden Truth                        | Sheetal Choudhry               |                                           |
| 1997 | Loha                                          | haarzelf                       | gastoptreden                              |
| 1997 | Dil Ke Jharokhe Mein                          | Suman                          |                                           |
| 1998 | Yugpurush                                     | Sunita                         |                                           |
| 1998 | Salaakhen                                     |                                | nummer "Pichhu Pade Hai"                  |
| 1998 | Achanak                                       | Pooja                          |                                           |
| 1998 | Dil Se..                                      | Meghna                         |                                           |
| 1998 | Maharaja                                      | Shaili Mathur                  |                                           |
| 1999 | Kachche Dhaage                                | Rukhsana                       |                                           |
| 1999 | Lal Baadshah                                  | Kiran                          |                                           |
| 1999 | Laawaris                                      | Anshu Mehra                    |                                           |
| 1999 | Jai Hind                                      | Sheetal                        |                                           |
| 1999 | Mudhalvan                                     | Thenmozhi                      | Tamil film                                |
| 1999 | Kartoos                                       | Manpreet Kaur                  |                                           |
| 1999 | Mann                                          | Priya Verma                    |                                           |
| 1999 | Hindustan Ki Kasam                            | Roshanaara                     |                                           |
| 2000 | Khauff                                        | Neha                           |                                           |
| 2000 | Baaghi                                        | Rani                           |                                           |
| 2000 | Raja Ko Rani Se Pyar Ho Gaya                  | Manisha                        |                                           |
| 2000 | Champion                                      | Sapna Khanna                   |                                           |
| 2001 | Grahan                                        | Parvati Shastri                |                                           |
| 2001 | Chhupa Rustam: A Musical Thriller             | Nisha                          |                                           |
| 2001 | Lajja                                         | Vaidehi                        |                                           |
| 2001 | Aalavandhan / Abhay                           | Sharmilee                      | Tamil / Hindi film                        |
| 2001 | Moksha                                        | Ritika Sanyal                  |                                           |
| 2002 | Company                                       | Saroja                         |                                           |
| 2002 | Jaani Dushman: Ek Anokhi Kahani               | Vasundhara/ Divya              |                                           |
| 2002 | Ek Chhotisi Love Story                        | de vrouw                       |                                           |
| 2002 | Baba                                          | Chamundeswari                  | Tamil film                                |
| 2003 | Escape from Taliban                           | Sushmita Banerjee/ Sayed Kamal |                                           |
| 2003 | Calcutta Mail                                 | Sanjana                        |                                           |
| 2003 | Market                                        | Muskaan Bano/ Mallika          |                                           |
| 2004 | Paisa Vasool                                  | Maria                          | ook producent                             |
| 2004 | Tum: A Dangerous Obsession                    | Kamini                         |                                           |
| 2005 | Chaahat Ek Nasha                              | Mallika Arora                  |                                           |
| 2005 | Mumbai Xpress                                 | Ahalya                         | Tamil film                                |
| 2005 | Taj Mahal: An Eternal Love Story              | Jahan Ara                      |                                           |
| 2005 | Anjaane: The Unknown                          | Shivani                        |                                           |
| 2006 | Darwaza Bandh Rakho                           | Julie                          |                                           |
| 2007 | Anwar                                         | Anita                          |                                           |
| 2008 | Tulsi                                         | Tulsi                          |                                           |
| 2008 | Nagaram                                       |                                | Telugu film, nummer "Hoshiyare Hoshiyare" |
| 2008 | Sirf....:Life Looks Greener on the Other Side | Devika                         |                                           |
| 2008 | Mehbooba                                      | Varsha/ Payal                  |                                           |
| 2008 | Khela                                         | Sheela                         | Bengaalse film                            |
| 2009 | Do Paise Ki Dhoop, Chaar Aane Ki Baarish      | Juhi                           |                                           |
| 2010 | Ek Second... Jo Zindagi Badal De?             | Rashi                          |                                           |
| 2010 | Dharmaa                                       | Gauri                          | Nepalese film                             |
| 2010 | Elektra                                       | Diana                          | Malayalam film                            |
| 2011 | Mappillai                                     | Rajeswari                      | Tamil film                                |
| 2011 | I Am                                          | Rubaina                        |                                           |
| 2012 | Bhoot Returns                                 | Namrata                        |                                           |
| 2015 | Chehere: A Modern Day Classic                 | Tarana                         |                                           |
| 2016 | Game / Oru Melliya Kodu                       | Maya                           | Kannada / Tamil film                      |
| 2016 | Edavappathy                                   | Sumithra/ Mathangi             | Malayalam film                            |
| 2017 | Dear Maya                                     | Maya Devi                      |                                           |
| 2018 | Lust Stories                                  | Reena                          | Netflix film Dibakar Banerjee's verhaal   |
| 2018 | Sanju                                         | Nargis                         |                                           |
| 2019 | Prassthanam                                   | Saroj Pratap Singh             |                                           |
| 2020 | Maska                                         | Diana Irani                    |                                           |
| 2021 | 99 Songs                                      | psychologe                     |                                           |
| 2021 | India Sweets and Spices                       | Sheila Kapur                   | engelse film                              |
| 2023 | Shehzada                                      | Yashoda                        |                                           |

### Webseries
| Jaar | Serie                          | Rol         | Platform |
| ---- | ------------------------------ | ----------- | -------- |
| 2024 | Heeramandi: The Diamond Bazaar | Mallikajaan | Netflix  |